# Las Combarèlas
Las combarèlas (nom occità) o Les Combarelles (nom oficial francès) són unes coves amb pintures i gravats del Paleolític superior situades al municipi Las Eisiás de Taiac (Eyzies-de-Tayac) al Perigord dins la Dordonya.
Les coves són càrstiques, producte de la dissolució de la calç per un riu.
Hi ha una cova anomenada Combarèlas I (descoberta per Henri Breuil i Louis Capitan el 1901, i una altra amb el nom de Combarèlas II, descoberta el 1891 per Émile Rivière.
Hi ha 291 gravats i unes 600 pintures repartits en 105 conjunts. Per culpa de les condicions climàtiques de la cova (amb un 99% d'humitat relativa constant), només es conserven en bones condicions els gravats i les pintures estan molt malmeses.
La descoberta d'aquesta cova va ser decisiva per a l'autenticació per part dels arqueòlegs francesos de les pintures trobades 20 anys abans a les coves d'Altamira que, en principi, van ser atribuïdes a una falsificació, ja que es tenia la idea que no existia art parietal en aquell període de la prehistòria.
S'atribueixen a l'home del Cro-Magnon, amb una antiguitat feta a través del recompte del carboni-14 d'entre 13.000 i 11.000 anys BP i s'assigna al període magdalenià.
Els animals representats són principalment el cavall (100 figures), els rens (representats amb molt de naturalisme), una figura de lleona, bisons i mamuts.
En figures antropomòrfiques, destaquen les representacions femenines estilitzades.